# Zodarion testaceofasciatum
Zodarion testaceofasciatum är en spindelart som beskrevs av Sergei Aleksandrovich Spassky 1941. Zodarion testaceofasciatum ingår i släktet Zodarion och familjen Zodariidae. Inga underarter finns listade i Catalogue of Life.